# Костінешть (Ботошань)
Костінешть, Костінешті (рум. Costinești) — село у повіті Ботошані в Румунії. Входить до складу комуни Леорда.
Село розташоване на відстані 375 км на північ від Бухареста, 16 км на північний захід від Ботошань, 111 км на північний захід від Ясс.

## Населення
За даними перепису населення 2002 року у селі проживали 246 осіб, усі — румуни. Усі жителі села рідною мовою назвали румунську.